# Rochester Zeniths
Los Rochester Zeniths fueron una franquicia de baloncesto estadounidense que jugó en la efímera All-American Basketball Alliance y posteriormente en la Continental Basketball Association entre 1978 y 1983. Tenían su sede en Henrietta, un suburbio de Rochester, en el estado de Nueva York.

## Historia
El equipo se fundó en 1977 para competir en la All-American Basketball Alliance, una nueva competición que surgió en aquel año. Su primer propietario fue Dick Hill, que poseía una tienda de electrodomésticos, Hill TV, que vendía televisores de la marca Zenith, y de ahí el nombre del equipo. De la liga solamente se disputaron 11 jornadas antes de quebrar, siendo los Zeniths el equipo que acabó con mejor margen de victorias, 10, por una única derrota.
En 1978 se unieron a la Continental Basketball Association, la nueva denominación de la antigua Eastern Professional Basketball League, y en su primera temporada consiguieron el campeonato, tras derrotar en las finales a los Anchorage Northern Knights. Al año siguiente volverían a jugar las finales ante el mismo equipo, cayendo en esa ocasión en el séptimo y definitivo partido. En 1981 repetirían título, ganando en esa ocasión en las finales a los Montana Golden Nuggets.
En 1983, el equipo desaparecería definitivamente.

## Temporadas
| Temp.   | Liga | P  | G  | P  | %    | Posición              | Playoffs            |
| 1977-78 | AABA | 11 | 10 | 1  | .909 | 1º, Northern Division | Desaparece la liga  |
| 1978-79 | CBA  | 48 | 36 | 12 | .750 | 1º, Northern Division | Campeones de la CBA |
| 1979-80 | CBA  | 46 | 31 | 15 | .674 | 1º, Northern Division | Pierde en Finales   |
| 1980-81 | CBA  | 40 | 34 | 6  | .850 | 1º, Eastern Division  | Campeones de la CBA |
| 1981-82 | CBA  | 46 | 29 | 17 | .630 | 2º, Eastern Division  | Pierde en 1ª ronda  |
| 1982-83 | CBA  | 44 | 29 | 15 | .659 | 1º, Eastern Division  | Pierde en 1ª ronda  |

## Jugadores destacados
- Andre McCarter, Novato del Año de la CBA 1978-79 CBA , MVP del All-Star Game 1979 MVP de la CBA 1978-79.
- Glenn Hagan, elegido en el mejor equipo de la historia de la CBA.
- Larry Fogle, co-MVP de los play-offs de la CBA 1978-79.
- Larry Spriggs, Rookie del Año de la CBA 1981-82.
- Larry McNeill, co-MVP de los play-offs de la CBA 1978-79.
- Lee Johnson, MVP de los play-offs de la CBA 1980-81, Rookie del Año de la CBA 1980-81.